# Сульфит железа(II)
Сульфи́т желе́за(II) — неорганическое соединение,
соль двухвалентного железа и сернистой кислоты с формулой {\displaystyle {\ce {FeSO3,}}} не растворяется в воде, образует ряд кристаллогидратов — зеленоватых или белых кристаллов.

## Получение
Обменной реакцией хлорида железа(II) и сульфита натрия в инертной атмосфере:
{\displaystyle {\ce {FeCl2 + Na2SO3 + 3 H2O -> FeSO3.3H2O v + 2NaCl}}}.

## Физические свойства
Образует кристаллогидраты состава {\displaystyle {\ce {FeSO3.nH2O}}}, где n = 2; 2,5;  2,75; 3.
Не растворяется в воде.
Кристаллогидрат состава {\displaystyle {\ce {FeSO3.3H2O}}} — зеленоватые или белые кристаллы, имеет несколько модификаций, одна из них:
- α-{\displaystyle {\ce {FeSO3.3H2O}}}, моноклинная сингония, пространственная группа P 21/n, параметры ячейки a = 0,6604 нм, b = 0,8693 нм, c = 0,8714 нм, β = 96,05°, Z = 4[2].

## Химические свойства
Растворяется в воде, насыщенным оксидом серы(IV):
{\displaystyle {\ce {FeSO3 + SO2 + H2O -> [Fe(SO_3)_2]^{2-}{}+ 2 H^+}}}.
При хранении на воздухе медленно окисляется до сульфата железа(II):
{\displaystyle {\ce {2 FeSO3 + O2 ->[{\ce {H2O}}] 2 FeSO4}}}.
Кристаллогидрат при нагревании теряет воду:
{\displaystyle {\ce {FeSO3.3H2O->[120-180^{\circ }{\text{C}}]FeSO3{}+3H2O}}}.
Безводная соль разлагается при нагревании:
{\displaystyle {\ce {FeSO3->[475^{\circ }{\text{C}}]FeO{}+SO2}}}.